# Parakiefferiella ephippium
Parakiefferiella ephippium är en tvåvingeart som först beskrevs av Freeman 1956.  Parakiefferiella ephippium ingår i släktet Parakiefferiella och familjen fjädermyggor. Inga underarter finns listade i Catalogue of Life.